# Cá mai
Cá mai (Danh pháp khoa học: Escualosa thoracata) là một loài cá biển dạng cá trích trong phân họ Dorosomatinae của họ Clupeidae. Đây là loài cá có giá trị và được dùng là nguyên liệu để chế biến thành nhiều món ăn, đặc biệt là món gỏi cá mai là một đặc sản ở một số vùng thuộc Việt Nam như Ninh Thuận, Khánh Hòa.

## Phân bố
Trong tiếng Anh, cá mai có tên gọi là deep herring (cá mòi nước sâu), northern herring (cá mòi phương bắc), white sardine (cá mòi trắng). 
Trên thế giới, cá mai sinh sống trong vùng biển Ấn Độ Dương - Thái Bình Dương: từ miền bắc Ấn Độ Dương (Karachi về phía đông tới Rangoon) tới Thái Lan, Indonesia (biển Java), Philippines, Papua New Guinea và Australia.
Ở Việt Nam, cá mai có gần như ở các vùng biển từ bắc vào nam, nhưng tập trung nhiều nhất là vùng Sông Đốc (Cà Mau) và Ba Hòn (Kiên Giang) còn ghi nhận được ở Bình Định. Loài cá này còn tập trung nhiều ở Nha Trang, Ninh Thuận, Bình Thuận, Vũng Tàu, Phú Quốc... Cá mai sống ở vùng nước lợ mà tại đầm Ô Loan là nơi có nhiều cá mai nhất miền Trung Việt Nam.

## Đặc điểm
Cá mai là một loài cá nhỏ dài 8–10 cm, mảnh, khoảng chừng ngón tay trỏ, giống như cá cơm nhưng ít có mùi tanh hơn, cá có thân hình dài trắng sọc giống như cá cơm nhưng thịt trong, săn chắc. Về bề ngoài cá mai có hình dạng tương tự cá cơm, nhưng có vảy và mỏng hơn. Thịt cá mai có vị ngọt, giòn, không tanh. Điểm khác của cá mai với đa phần những loại cá khác là thịt ngọt và dai, không bị nhờn nhớt và bở. Nếu cá lớn bằng hai ngón tay thì chế biến rút hết xương, nếu nhỏ hơn thì chỉ cần rút nửa xương phía bụng, để lại chút xương đuôi.
Cá mai bơi cùng nhau, tạo thành đàn trong các vùng nước cạn, con nhỏ vào các vùng cửa sông, nhưng sau đó lại ra biển. Chúng ăn cả động vật và thực vật phù du. Sinh sản từ tháng 10 đến tháng 2 hàng năm (chủ yếu từ tháng 11 tới tháng 1 năm sau), thường là trong các vùng nước nông gần bờ. Loài cá này xuất hiện nhiều vào độ từ tháng giêng đến cuối mùa hè. Chúng được ngư dân đánh bắt bằng loại lưới cỡ nhỏ.

## Trong ẩm thực
Cá mai có nhiều ở ven biển các tỉnh miền Trung. Vì thịt cá không có máu, ít tanh nên mặc dù được chế biến thành nhiều món như canh, kho tiêu, kho đường hay chiên giòn. Cá mai được ăn tươi và làm khô. Món ăn tươi nổi tiếng nhất là gỏi cá mai và có thể kể thêm món bún cá mai. Cá mai khô thường được xuất khẩu. Có hai dạng chính. Cá mai khô thường loại tốt được xuất sang Nhật. Cá mai tẩm mè có thị trường ở Nam Hàn và Đài Loan. Gỏi cá mai rất thích hợp làm gỏi. Tùy theo kích cỡ cá mà người làm rút xương. Cá phải thật tươi, từng thớ thịt còn óng ánh màu biển thì mới đạt "chuẩn" đầu tiên để có món gỏi ngon. Cái khéo nhất của người làm cá mai được trổ ra ở công đoạn rút xương cá.

## Gỏi cá mai
Gỏi cá mai là một loại gỏi nổi tiếng ở vùng Nam Trung Bộ, tỉnh Ninh Thuận, Bình Định,Phú Yên, Khánh Hoà, nếu đến Ninh Chử, Vĩnh Hy và bãi biển Cà Ná, có thể tìm được một nơi phục vụ món ăn này. Gỏi cá mai thường tốn thời gian ở khâu chế biến nếu muốn đảm bảo chất lượng và hợp vệ sinh. Cá được chọn phải thật tươi, mới bắt từ biển về. Mất công nhất là khâu rút xương, thực hiện trên từng con cá và lấy giấy thấm thật ráo thì món gỏi mới ngon.
Gỏi cá mai tưởng chừng cũng giống như các loại gọi cá khác được làm bằng cá sống ăn kèm với rau thơm, nhưng khác ở chỗ, gỏi cá mai tươi, giòn tan, hương vị nồng nàn cùng các loại rau hoà quyện cùng nước chấm - một thứ phụ gia vô cùng quan trọng của món gỏi cá mai, một loại nước chấm.
Nguyên liệu gồm:
- Cá mai
- Tỏi, ớt, me, đường, nước mắm, đậu phộng
- Chuối xiêm, xà lách, húng lùi, diếp cá, ngò gai
- Chuối chát, khế, dưa leo

Chế biến:
- Cá mai đánh sạch vẩy, cắt bỏ đầu đuôi, rút xương rồi tái qua giấm hoặc nước cốt chanh, vắt ráo
- Tỏi, ớt, me đâm nhuyễn với đường, thái một ít chuối sứ hoà vào với nước mắm
- Thái các loại rau và trộn cùng với cá mai, nước mắm, đậu phộng rang đâm nhuyễn
- Chuối chát, khế, dưa leo ta xắc mỏng để dùng kèm gỏi với bánh tráng.